# FC Swarovski Tirol
FC Swarovski Tirol var en fotbollsklubb i Innsbruck i Österrike, grundad 1986 och upplöst 1992. Hemmamatcherna spelades på Tivoli-Stadion.

## Historia
Klubben tog vid bildandet över den plats i österrikiska Bundesliga som hade innehafts av SSW Innsbruck, som var en sammanslagning av Wacker Innsbrucks och SV Wattens a-lag och som upplöstes 1986. Bakom Swarovski Tirol låg kristallglas-tillverkaren Swarovski.
Under klubbens första säsong gick man till semifinal i Uefacupen, där det blev förlust mot slutsegrarna IFK Göteborg.
Swarovski Tirol blev österrikiska ligamästare 1988/89 och 1989/90 samt österrikiska cupmästare 1988/89 under tränaren Ernst Happel. Man var även gruppvinnare i Intertotocupen tre säsonger i rad – 1989, 1990 och 1991.

## Tränare
- Felix Latzke (1986–1987)
- Ernst Happel (1987–1991)
- Horst Hrubesch (1992)

## Meriter
- Österrikiska ligamästare (2): 1988/89, 1989/90
- Österrikiska cupmästare (1): 1988/89
- Uefacupen: Semifinal (1): 1986/87
- Intertotocupen: Gruppvinnare (3): 1989, 1990, 1991